# Comuna de Nagłowice
Nagłowice (polaco: Gmina Nagłowice) é uma gminy (comuna) na Polónia, na voivodia de Santa Cruz e no condado de Jędrzejowski. A sede do condado é a cidade de Nagłowice.
De acordo com os censos de 2004, a comuna tem 5324 habitantes, com uma densidade 45,4 hab/km².

## Área
Estende-se por uma área de 117,3 km², incluindo:
- área agricola: 69%
- área florestal: 23%

## Demografia
Dados de 30 de Junho 2004:
|                      | Total   | Total | Mulheres | Mulheres | Homens  | Homens |
| -------------------- | ------- | ----- | -------- | -------- | ------- | ------ |
|                      | pessoas | %     | pessoas  | %        | pessoas | %      |
| População            | 5324    | 100   | 2663     | 50       | 2661    | 50     |
| Densidade (pop./km²) | 45,4    | 100   | 22,7     | 22,7     | 22,7    | 22,7   |

De acordo com dados de 2005, o rendimento médio per capita ascendia a 1671,38 zł.

## Comunas vizinhas
- Jędrzejów, Moskorzew, Oksa, Radków, Sędziszów, Słupia